# رودریگو آندریاس گالوائو
رودریگو آندریاس گالوائو (به پرتغالی: Rodrigo Andreis Galvão) مهاجم اهل برزیل است که در شهر São Leopoldo و در تاریخ ۵ نوامبر ۱۹۷۸ به دنیا آمده‌است.
رودریگو آندریاس گالوائو در تیم‌های فوتبال کروزیرو سابقهٔ حضور دارد.